# Piper diffamatum
Piper diffamatum är en pepparväxtart som beskrevs av Trel. & Yunck.. Piper diffamatum ingår i släktet Piper och familjen pepparväxter. Utöver nominatformen finns också underarten P. d. angustius.